# Eviota
Eviota és un gènere de peixos de la família dels gòbids i de l'ordre dels perciformes.

## Distribució geogràfica
Es troba als oceans Índic i Pacífic.

## Taxonomia
- Eviota abax (Jordan & Snyder, 1901)
- Eviota afelei (Jordan & Seale, 1906)
- Eviota albolineata (Jewett & Lachner, 1983)
- Eviota bifasciata (Lachner & Karnella, 1980)[3]
- Eviota bimaculata (Lachner & Karnella, 1980)
- Eviota cometa (Jewett & Lachner, 1983)
- Eviota corneliae (Fricke, 1998)
- Eviota disrupta (Karnella & Lachner, 1981)
- Eviota distigma (Jordan & Seale, 1906)
- Eviota epiphanes (Jenkins, 1903)
- Eviota fasciola (Karnella & Lachner, 1981)
- Eviota guttata (Lachner & Karnella, 1978)
- Eviota herrei (Jordan & Seale, 1906)
- Eviota hoesei (Gill & Jewett, 2004)[4]
- Eviota indica (Lachner & Karnella, 1980)
- Eviota infulata (Smith, 1957)
- Eviota inutilis (Whitley, 1943)
- Eviota irrasa (Karnella & Lachner, 1981)
- Eviota japonica (Jewett & Lachner, 1983)
- Eviota lachdeberei (Giltay, 1933)
- Eviota lacrimae (Sunobe, 1988)
- Eviota latifasciata (Jewett & Lachner, 1983)
- Eviota masudai (Matsuura & Senou, 2006)[5]
- Eviota melasma (Lachner & Karnella, 1980)
- Eviota mikiae (Allen, 2001)[6]
- Eviota monostigma (Fourmanoir, 1971)
- Eviota nebulosa (Smith, 1958)
- Eviota nigripinna (Lachner & Karnella, 1980)
- Eviota nigriventris (Giltay, 1933)
- Eviota pardalota (Lachner & Karnella, 1978)
- Eviota partimacula (Randall, 2008)[7]
- Eviota pellucida (Larson, 1976)
- Eviota prasina (Klunzinger, 1871)
- Eviota prasites (Jordan & Seale, 1906)
- Eviota pseudostigma (Lachner & Karnella, 1980)
- Eviota punctulata (Jewett & Lachner, 1983)
- Eviota queenslandica (Whitley, 1932)
- Eviota raja (Allen, 2001)[6]
- Eviota readerae (Gill & Jewett, 2004)[8]
- Eviota rubra (Greenfield & Randall, 1999)
- Eviota saipanensis (Fowler, 1945)
- Eviota sebreei (Jordan & Seale, 1906)
- Eviota sigillata (Jewett & Lachner, 1983)
- Eviota smaragdus (Jordan & Seale, 1906)
- Eviota sparsa (Jewett & Lachner, 1983)
- Eviota spilota (Lachner & Karnella, 1980)
- Eviota storthynx (Rofen, 1959)
- Eviota susanae (Greenfield & Randall, 1999)
- Eviota tigrina (Greenfield & Randall, 2008)[9]
- Eviota zebrina (Lachner & Karnella, 1978)
- Eviota zonura (Jordan & Seale, 1906)[10][11][12][13][14]